# Carylla fuscifrons
Carylla fuscifrons är en insektsart som först beskrevs av Desutter-grandcolas 2003.  Carylla fuscifrons ingår i släktet Carylla och familjen syrsor. Inga underarter finns listade i Catalogue of Life.